# عقاب طلایی (کمیک)
عقاب طلایی (به انگلیسی: Golden Eagle) یک شخصیت کتاب کامیک است که توسط کری بیتس و دیک دیلین خلق شده و اولین بار مارس ۱۹۷۵ در کمیک لیگ عدالت آمریکای دی‌سی کامیکس منتشر شد.